# Yordanka Apostolova
Yordanka Apostolova –en búlgaro, Йорданка Апостолова– (28 de marzo de 1983) es una deportista búlgara que compitió en halterofilia. Ganó dos medallas de bronce en el Campeonato Europeo de Halterofilia, en los años 2005 y 2006.

## Palmarés internacional
| Campeonato Europeo | Campeonato Europeo     | Campeonato Europeo | Campeonato Europeo |
| Año                | Lugar                  | Medalla            | Categoría          |
| ------------------ | ---------------------- | ------------------ | ------------------ |
| 2005               | Sofía (Bulgaria)       | Medalla de bronce  | +75 kg             |
| 2006               | Władysławowo (Polonia) | Medalla de bronce  | +75 kg             |